# Mikasa (ville)

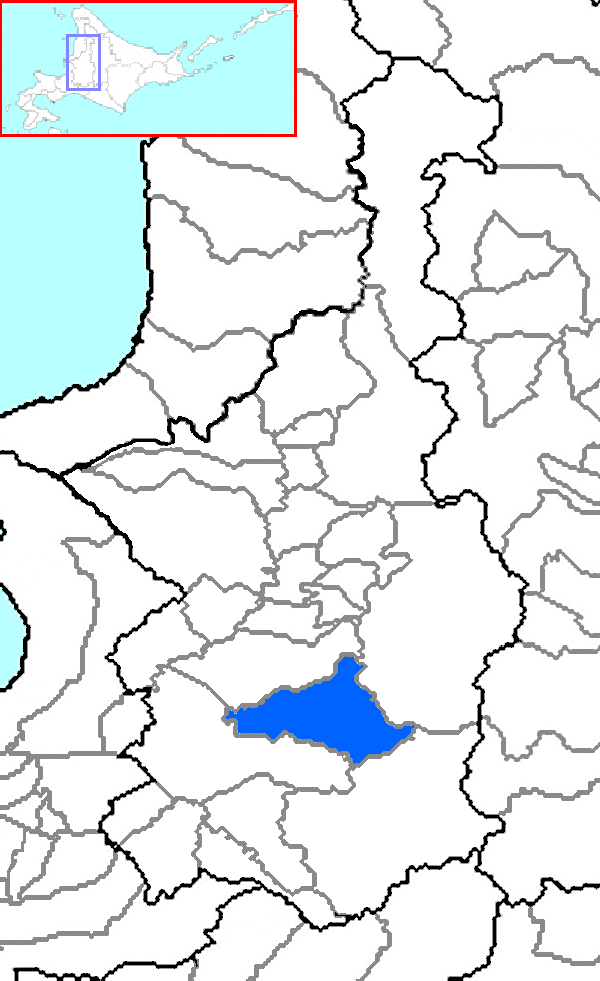
Situation de Mikasa à Hokkaidō.

Pour les articles homonymes, voir Mikasa.
Mikasa (三笠市, Mikasa-shi) est une ville située sur l'île de Hokkaidō, dans la sous-préfecture de Sorachi, au Japon.

## Géographie

### Situation
La ville de Mikasa est bordée sur son côté est par le lac Katsurazawa, un lac artificiel.

### Démographie
En 2010, Mikasa comptait une population estimée à 10 491 habitants, répartis sur une superficie de 302,64 km2 (densité de population de 35 hab./km2).

## Histoire
Mikasa a été fondée le 1er avril 1957 en l'honneur du prince Takahito de Mikasa.

## Personnalités liées à la municipalité
- Tadashi Kawamata (1953-), plasticien, est né à Mikasa.